# 周貞定王
周貞定王（？—前441年），姓姬，名介，東周君主，周元王子，在位28年，諡號貞定王。
周貞定王十六年（前453年），晋国大夫韩康子、赵襄子、魏桓子共同攻灭了晉國最大勢力智伯瑤，是為三家滅智。

## 子女
- 周哀王，繼承王位三個月後，即遭其弟王子叔襲所殺害。
- 王子叔襲，殺哀王而即位，是為周思王。同為周貞定王之子，哀王之弟。在位僅五個月，八月又被弟王子嵬所殺。
- 王子嵬，貞定王之子，哀王及思王之弟。殺兄周思王，是為周考王。
- 王子揭，貞定王之子，疑似是周考王的同母弟，受周考王冊封，是為西周桓公，是中國戰國時期小國西周的首任國君（這是東周再一次分裂，國土縮小）。周考王将他封於河南（王城），以續周公之官職。

## 谥号争议
清朝学者黄式三在其《周季编略》中认为周王介的谥号貞定王的说法是一个错误。他指出，《史记·周本纪》中周王介被称为定王，与周定王瑜同谥，黄式三认为此处史记是沿袭了《国语》的错误记载。黄式三认为皇甫谧在《帝王世纪》中，按照《世本》和《史记》等称周王介为贞王或定王的记载，臆造了周貞定王的称谓，司马贞《史记索隐》就对皇甫谧的做法提出批评。而后世学者多从皇甫谧，黄式三认为应该根据《国语》韦昭注和司马贞《史记索隐》的说法，而称周王介为周贞王。